# Det gick mig i blodet
Det gick mig i blodet (finska: Olet mennyt minun vereeni) är en finsk dramafilm från 1956 i regi av Teuvo Tulio. 

## Handling
Filmen handlar om fabriksarbetaren Rea som får alkoholproblem och som slits mellan två olika män. Hon får betala ett högt pris för sina misstag. 

## Rollista i urval
- Regina Linnanheimo - Rea
- Ami Runnas - Tauno Tarras, kompositör
- Rauha Rentola - Eeva
- Åke Lindman - Erkki, kapten
- Elli Ylimaa - Reas mamma
- Kirsti Hurme - Tarras fru